# Jochem Jourdan
Jochem Jourdan (* 23. September 1937 in Gießen) ist ein deutscher Architekt, Universitätsprofessor und Landschaftsplaner.

## Werdegang
Jochem Jourdan studierte an der Technischen Hochschule Darmstadt u. a. bei Theo Pabst, Karl Gruber, Max Guther  und Hans Gerhard Evers Architektur und legte 1965 bei Ernst Neufert die Diplom-Hauptprüfung ab. Er war wissenschaftlicher Assistent am Lehrstuhl von Rolf Romero. Danach gründete er 1970 in Darmstadt mit seinem Partner Bernhard Müller die Projektgruppe Architektur und Städtebau (PAS). 1978 wurde ein zweites Büro in Kassel eröffnet. Seit 1980 ist der Bürositz in Frankfurt am Main, wo in den Folgejahren zahlreiche Stadtplanungsprojekte sowie Hochbauprojekte im Verwaltungs-, Industrie-, Wohn- und Kulturbau verwirklicht wurden.
Bauen im historischen Bestand zählt zu Jourdans Kernkompetenzen. Als bedeutendes Werk gilt der Komplex der ehemaligen Landeszentralbank Hessen an der Taunusanlage in Frankfurt, welcher heute die Filiale Frankfurt am Main der Bundesbank beherbergt.
Lehrtätigkeit
Jourdan war von 1980 bis 2002 Universitätsprofessor für Entwerfen, Bauerhaltung und Denkmalpflege an der Gesamthochschule Kassel.
Mitgliedschaften
Er ist Mitglied im Deutschen Werkbund DWB, im Bund Deutscher Architekten BDA, im Architekten- und Ingenieurverein AIV und in der Vereinigung für Stad-, Regional- und Landesplaner SRL. Er wohnt in Dreieich.

## Bauten (Auswahl)

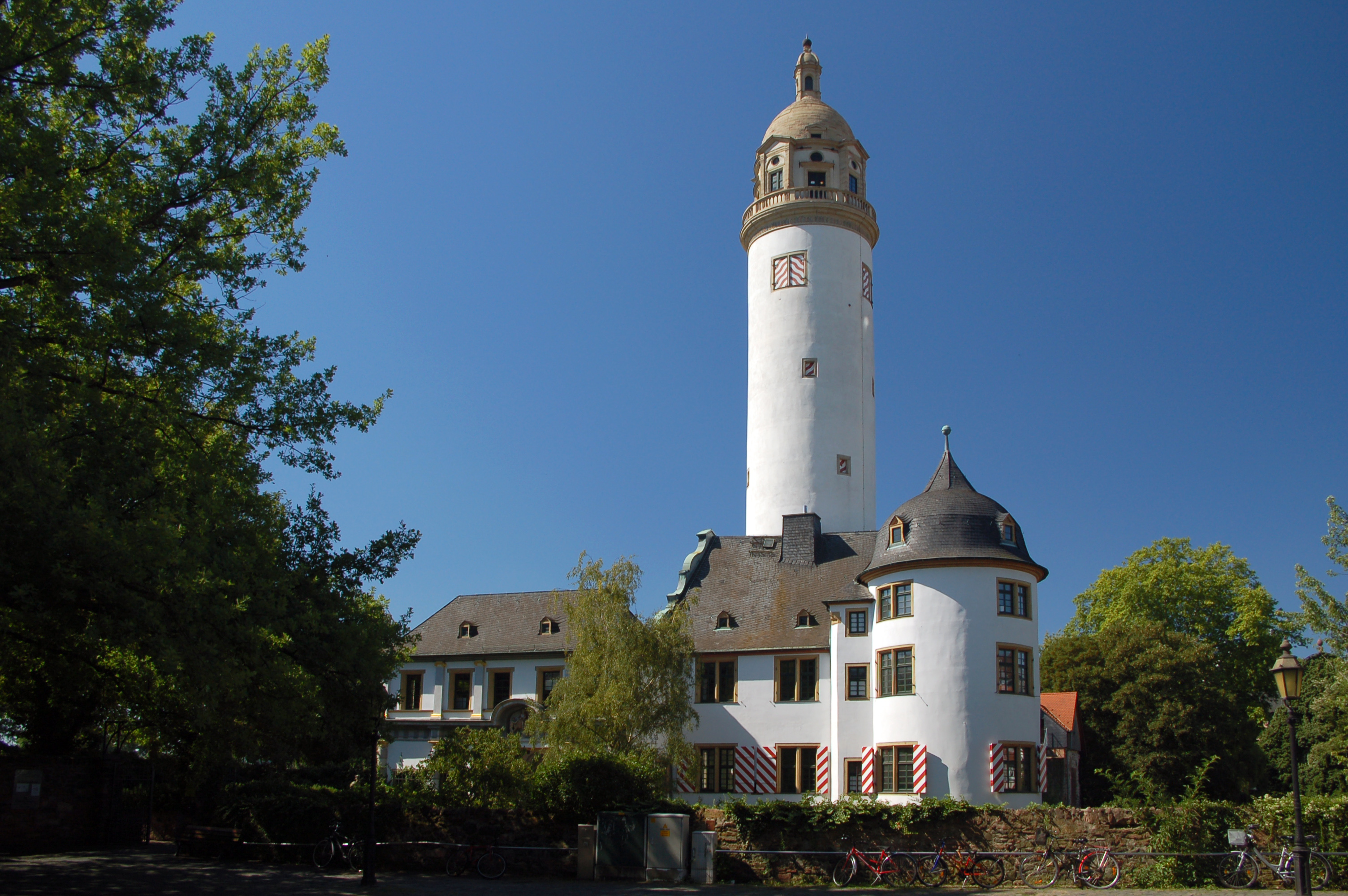
Westfassade des Neuen Schlosses, Höchst

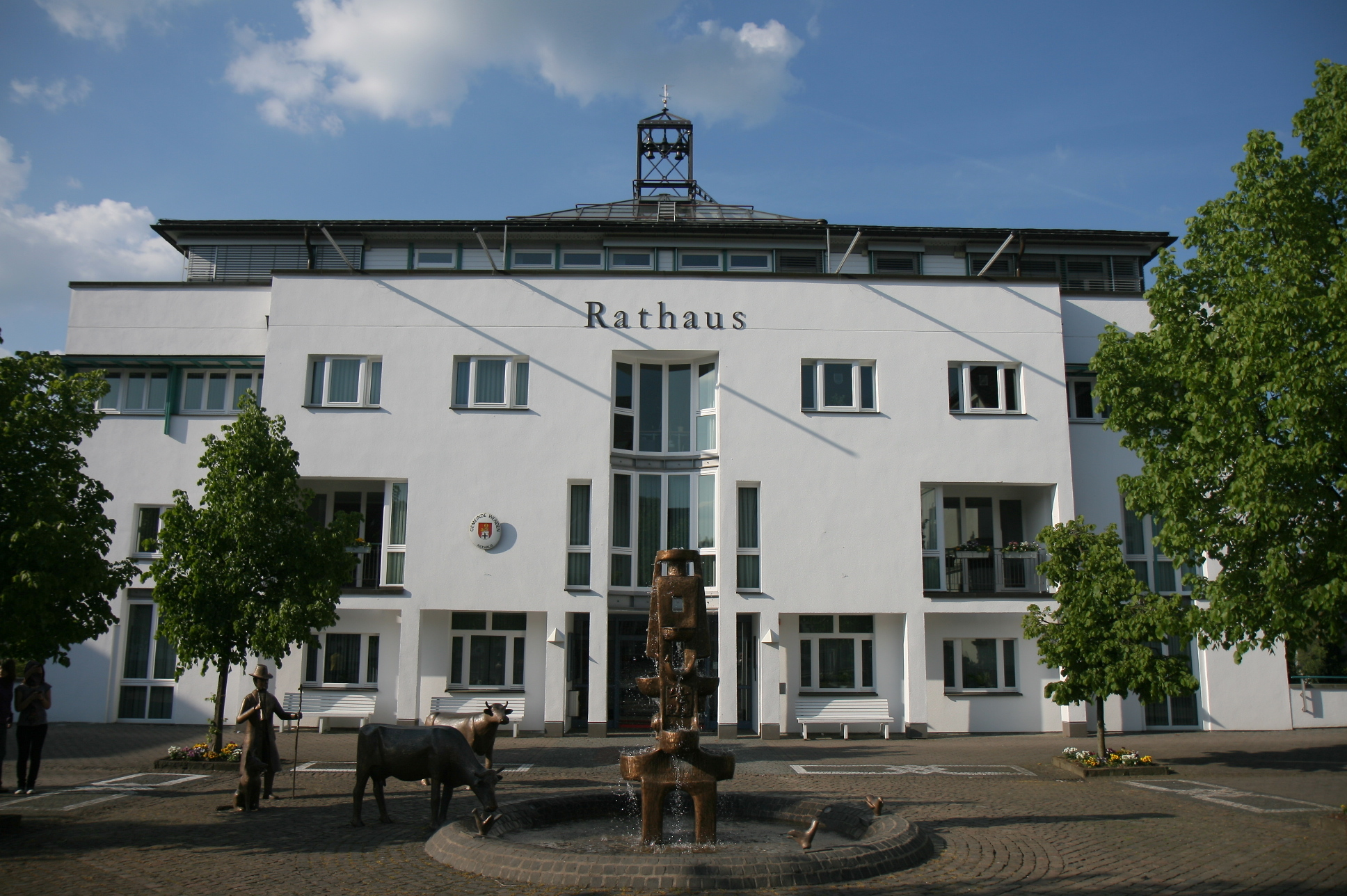
Rathaus in Wenden/Sauerland (1989 erbaut, Foto: 2009)

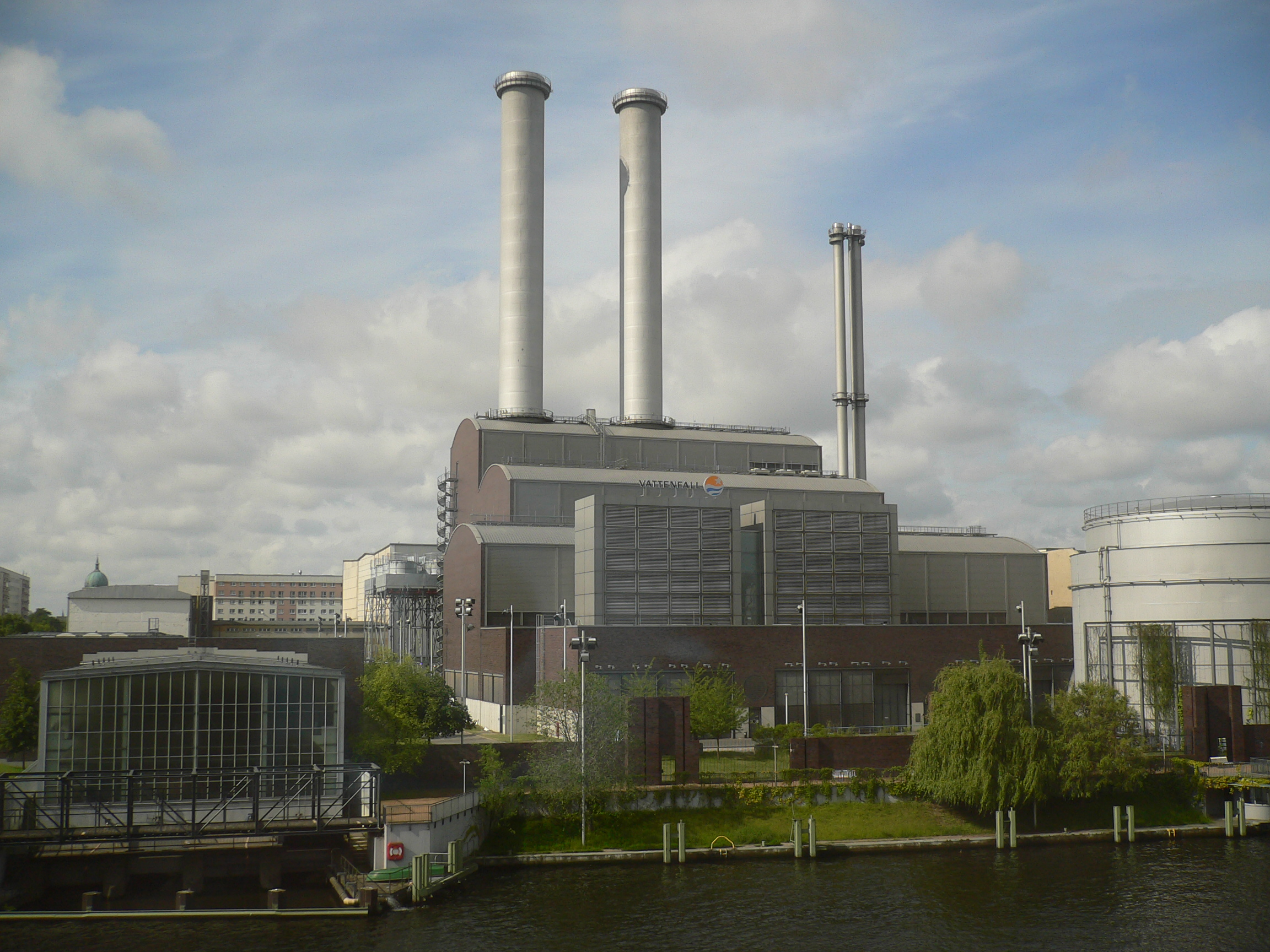
Heizkraftwerk Berlin-Mitte (2006)

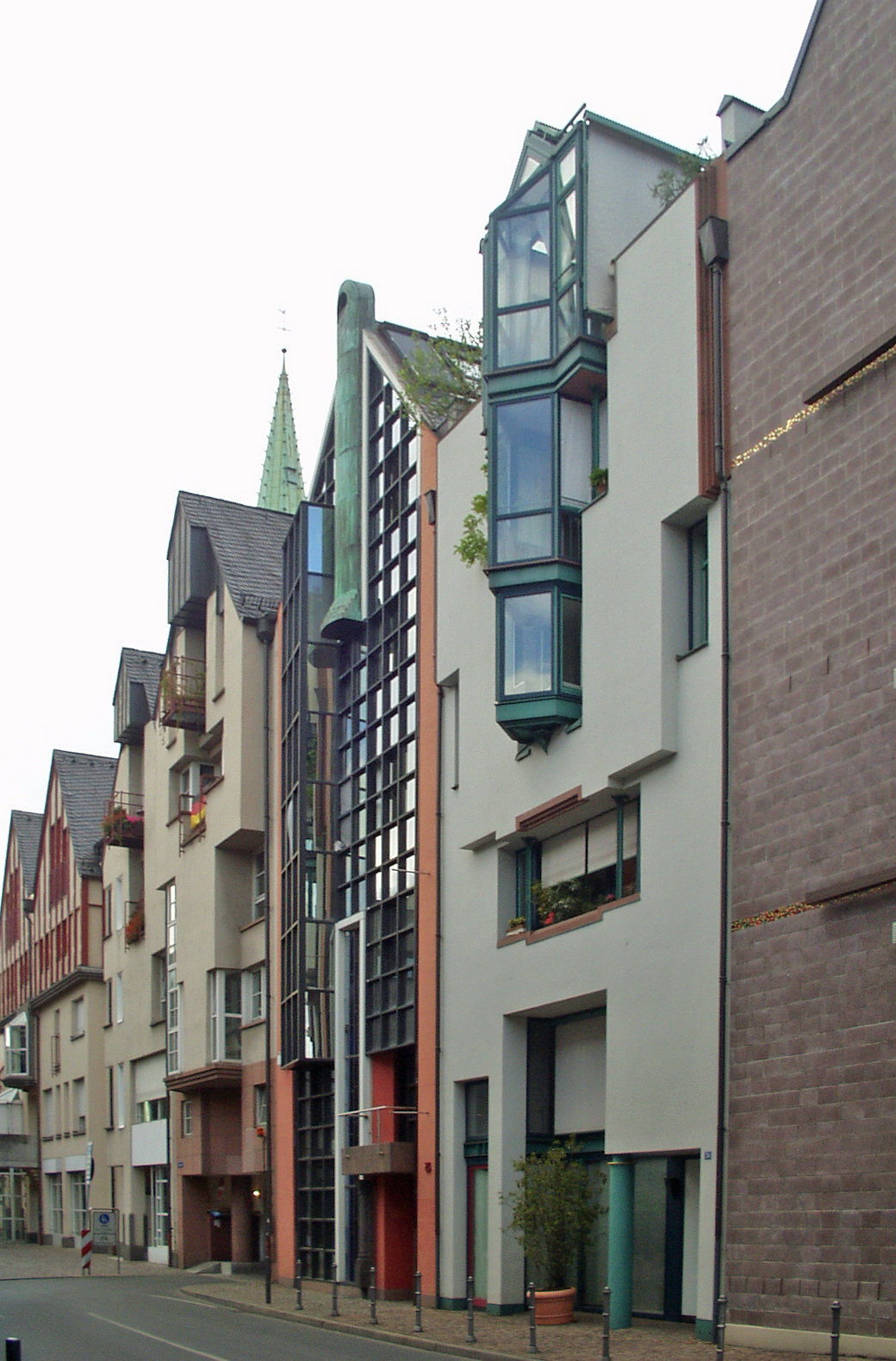
Postmoderne Stadthäuser in der Frankfurter Saalgasse, 2007

- vor 1971: Landhaus eines Kunsthändlers aus Kalksandstein, Frankfurt am Main[6]
- 1970–1972: Umbau des Höchster Schlosses, Frankfurt-Höchst
- 1972: Kassenhäuschen und Kioske, Olympiapark (München)
- 1972: Erweiterung der Goldsteinsiedlung, Frankfurt-Goldstein
- 1972: Entwicklungsmaßnahme Elementa 72, Pilotprojekt Bonn-Hardtberg mit Paul Posenenske und Fritz Petermann[7]
- 1972–1978: Hardt-Häuser in Buchschlag
- 1973–1995: Erhaltende Erneuerungsplanung Stadt Grebenstein
- 1976–1978: Umbau und Erweiterung „Haus Klotz“ – Mainzer Gasse 34, Marburg
- 1977: Fußgängerbereich Bürgermeister-Smidt-Straße, Bremerhaven mit Norbert Berghof
- 1978–1979: Umbau Stadtcafé, Marburg (durch Umbau zerstört)
- 1978–1980: Umbau und Erweiterung Hotel Hohenhaus, Holzhausen – Herleshausen
- 1979–1982: Altenwohnhaus Adalbertstraße, Frankfurt
- 1979–1986: Landeszentralbank Hessen an der Taunusanlage, Frankfurt mit Berghof, Landes, Rang
- 1981: Umbau und Sanierung der Wenigenburg (Gudensberg)[8]
- 1982–1993: Heizkraftwerk West, Frankfurt
- 1982–1987: Überbauung der Lindenstraße am Berlin Museum, Berlin-Kreuzberg, Teil der Internationalen Bauausstellung IBA, Berlin 1987
- 1985–1989: Erweiterung und Umbau der Landeszentralbank, Kassel[9]
- 1985–1989: Straßen- und Platzgestaltung Eschenheimer Turm, Schillerstraße, Börsenplatz in Frankfurt am Main (mit J. P. Hölzinger und B. Ressler)
- 1985–1995: Behördenzentrum für die Justiz- und Finanzverwaltung, Fulda
- 1986–1989: Rathaus in Wenden (Sauerland)
- 1986–1989: Umbau des Historischen Rathauses, Grebenstein
- 1988: Umbau des Gude’schen Saals, Homberg (Efze) zum Kulturzentrum
- 1988–1992: Betriebs- und Verwaltungsgebäude der Stadtwerke Frankfurt
- 1988: Stadthaus in der Saalgasse 24, Frankfurt am Main
- 1985–1987: Haus Hofferbert, Kronberg im Taunus
- 1985–1989: Erweiterung des Heizkraftwerks Römerbrücke in Saarbrücken
- 1989–1991: Neubau des Verlags Hoffmann & Campe in Hamburg, Harvestehuder Weg 42
- 1989–1992: Documenta-Halle, Kassel
- 1991–1996: Klärwerk Bottrop
- 1992–1998: Galluspark II mit Sanierung und Umbau des Industriedenkmals Adlerwerke in Frankfurt
- 1994–1999: Restaurierung von Schloss Horst, Gelsenkirchen, Restaurierung und Erweiterung
- 1994–1996: Heizkraftwerk Berlin-Mitte
- 1995–1998: Bioabfall-Kompostieranlage für den Maintaunus-Kreis, Flörsheim-Wicker
- 1996–1998: Regionalparkhaus in den Weilbacher Kiesgruben
- 1996–1999: Umbau des Städelschen Kunstinstituts, Restaurant Holbein's in Frankfurt am Main mit Felix Jourdan
- 1997–2001: Hotel- und Wohnviertel im Jugendstilensembles des Schlossquell Areal in Heidelberg[10]
- 1998: Erweiterung des Hauses Cappel, Dreieich–Dreieichenhain
- 1998–2000: Marienbader Höfe am Marienbader Platz in Bad Homburg vor der Höhe
- 1998–2000: Umbau der Ständigen Vertretung der Bundesrepublik als Dienstsitz für das Bundesministerium für Bildung und Forschung in Berlin, Hannoversche Straße 28–30[11]
- 1999–2001: Haus am Rathausplatz und Kleine Vertikale in Bad Homburg vor der Höhe
- 1999–2001: Haus Cappel in Offenbach am Main mit Felix Jourdan
- 1999–2001: Zentrum für Umweltbewusstes Bauen in Kassel (mit Seidig Architekten)
- 1999–2002: Um- und Neubau der Berufsschulen Hamburger Allee in Frankfurt (vormals Gutenberg- und Bismarckschule)
- 2000–2002: Herbert-Quandt-Haus (Hauptsitz der Altana AG) in Bad Homburg vor der Höhe. Heute Irene Quandt Haus, mit Benjamin Jourdan
- 2000–2005: Spring Vitality Wohnstadtteil für 5000 Einwohner Beijing, China
- 2001–2003: Alphahaus, Offenbach am Main[12]
- 2001–2006: Haus am Dom, Frankfurt mit Benjamin Jourdan, Felix Jourdan und Nicolai Steinhauser
- 2002–2012: 1.BA 2002-2008, 2.BA 2006-2012 European Convention Center Luxembourg mit Schemel und Wirtz Architekten
- 2002–2006: Um- und Ausbau für das Landesmuseum Mainz mit Felix Jourdan
- 2004–2008: Cui Ping Wang Wohnstadtteil für 3000, Nanjing, China
- 2005–2007: Neugestaltung der historischen Gerbermühle, Frankfurt-Oberrad
- 2006–2008: Drei Wohnhäuser mit Kulturzentrum, Tianjin, China
- 2008–2010: International Airport Sirt – VIP Terminal, Libyen mit Felix Jourdan und Nicolai Steinhauser
- 2014–2017: Rekonstruktion Haus zur Goldenen Waage, Frankfurt am Main
- 2017–2020: Burgkirche (Dreieichenhain): Sanierung und Anbau einer Sakristei mit Benjamin Jourdan

## Ehrungen und Preise
- 1971: DEUBAU-Preis für vor Landhaus eines Kunsthändlers, Frankfurt am Main
- 1986: Hessischer Denkmalschutzpreis
- Kassenhäuschen und Kioske im Olympiapark München stehen unter Denkmalschutz[13]

## Städtebauliche Studien
- 1983: Gutachten Paulsplatz Frankfurt
- 1989: städtebauliches und bauliches Gutachten Jüdisches Gemeindezentrum in Gießen
- 1991: Masterplan für das Kirchberg-Plateau in Luxemburg Rückbau der Autobahn zum Boulevard
- 1996: Städtebauliche Studie Frankfurt 21
- 1997: Hochhausentwicklungsplan für Frankfurt 1998 Fortschreibung 2008
- 1999: Zentraler Platzbereich Frankfurt-Preungesheim–Ost
- 2000: Masterplan Vielle Ville Luxemburg
- 2000: Machbarkeitsstudie zum Neubau für die Europäische Zentralbank an der Großmarkthalle (Frankfurt am Main)
- 2000: Internationaler Wettbewerb Olympic Green Bejing, China 3.  Preis
- 2001–2002: Planung der Bewerbung von Frankfurt/Rhein-Main zur Austragung der Olympischen Spiele 2012
- 2011: Stadterneuerungsplanung Industriebrache Hanyang Wuhan, China